# Meinrad de Einsiedeln
Meinrad (en latín: Meinradus, Mainradus; c.. 797-21 de enero de 861) fue un ermitaño y es un santo católico y ortodoxo. Se le conoce como el "mártir de la Hospitalidad". Su fiesta es el 21 de enero.

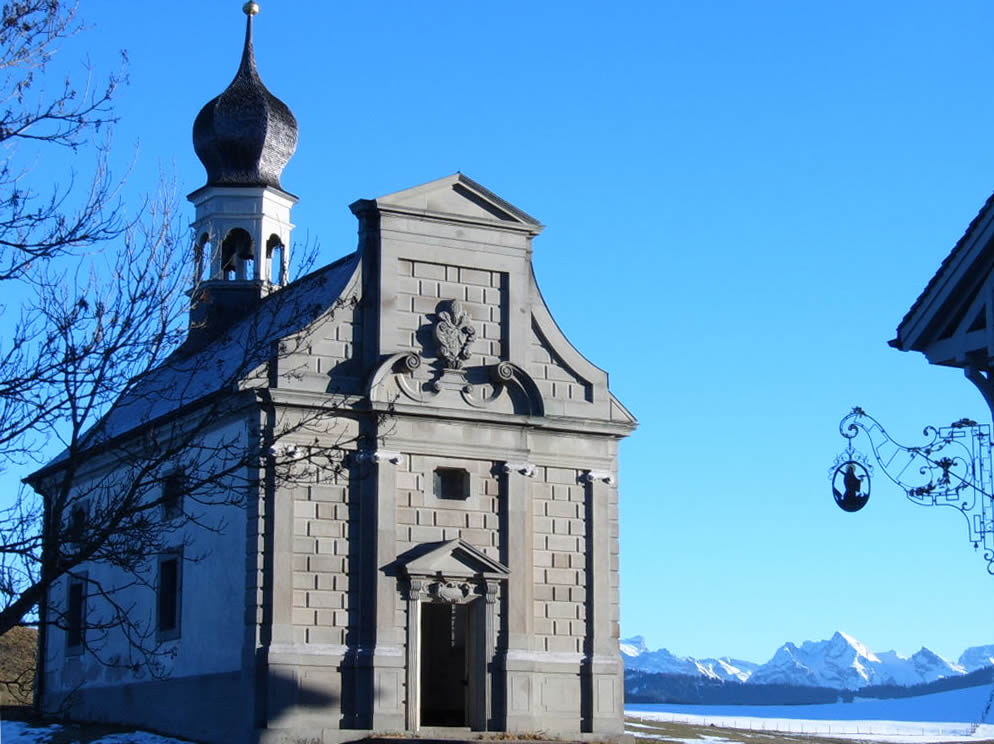
Capilla Meinrad en Etzel Pass

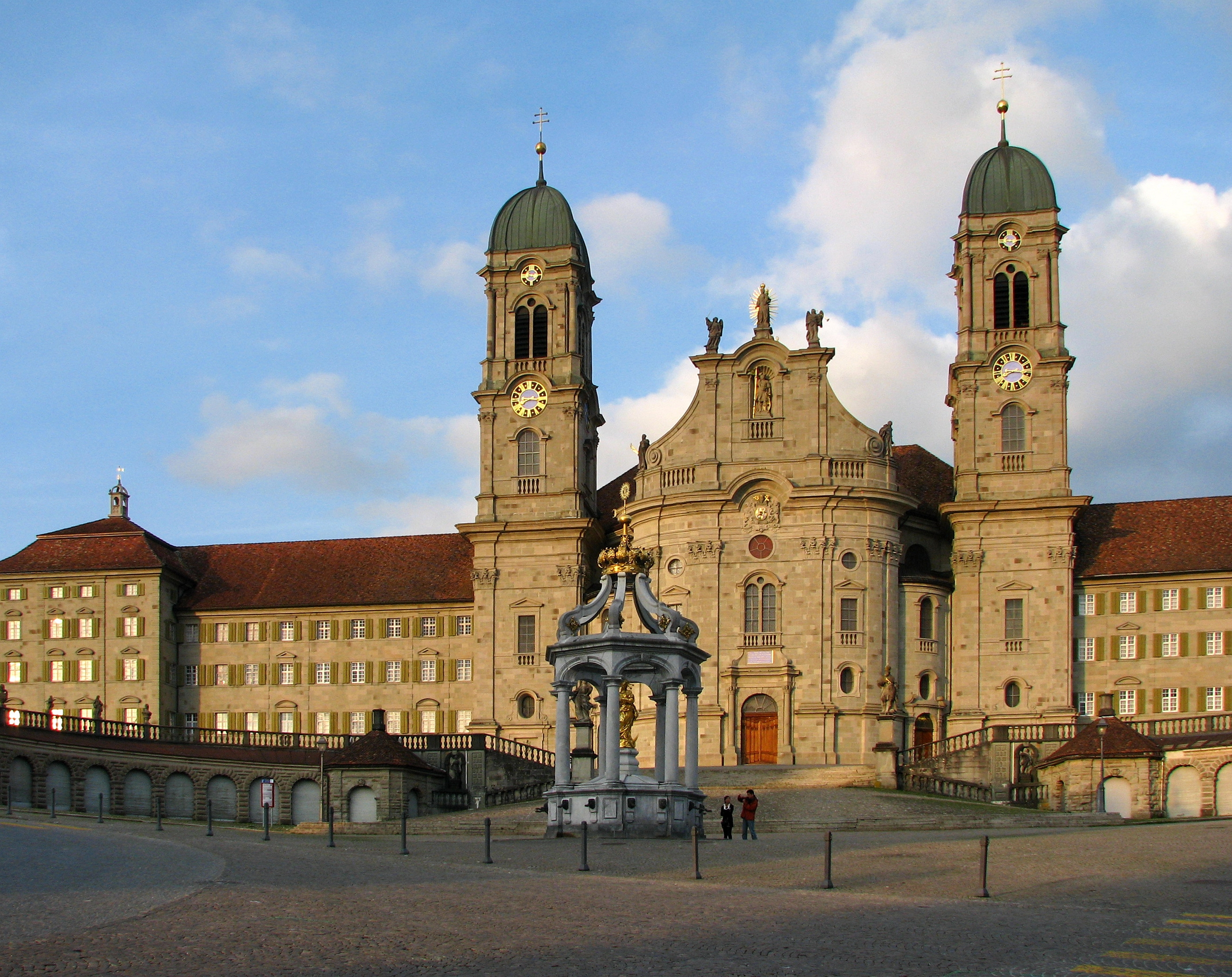
Abadía Einsiedeln

## Vida
Meinrad nació en la familia de los condes de Hohenzollern y fue educado en la escuela de la abadía de Reichenau, una isla en Lago de Constanza, bajo sus parientes, los abades benedictinos Hatto y Erlebald. Allí se hizo monje y fue ordenado.
Después de algunos años en Reichenau, y en el priorato dependiente en Benken cerca del Lago de Zúrich cercano, hacia 829 abrazó una vida eremítica y estableció su ermita en las laderas de Etzel Pass, llevándose consigo una estatua de la Virgen María que obraba maravillas que le había dado la abadesa Hildegarde de Zúrich. Debido a que tanta gente lo buscó, en 835 se retiró a una ermita en el bosque en el sitio del actual monasterio de Einsiedeln. Inspirado por los Padres de Desierto, Meinrad practicó un ascetismo estricto. Los regalos que se le presentaban se los pasaba a los pobres. Fue asesinado en 861 por dos ladrones que querían los tesoros que los peregrinos dejaban en el santuario. Meinrad es conocido como el mártir de la hospitalidad.
Durante los siguientes ochenta años, la ermita fue ocupada por una sucesión de ermitaños. Uno de ellos, llamado Eberhard, anteriormente preboste de Estrasburgo, erigió un monasterio, la Abadía de Einsiedeln, y se convirtió en su primer abad. Meinrad fue originalmente enterrado en Reichenau, pero sus reliquias fueron devueltas a Einsiedeln en 1029.

## Veneración
Durante la Edad Media, Einsiedeln se convirtió en un lugar de peregrinaje popular para la gente del sur de Alemania, Suiza y Alsacia. La celda de Meinrad se convirtió en el santuario de la Virgen Negra de Einsiedel. Con el paso de los años, el polvo y el humo de las velas, las lámparas de aceite y el incienso oscurecieron la imagen. En 1803, las manos y la cara se pintaron de negro.
La Capilla de san Meinrad en la cima del paso de Etzel se menciona por primera vez en el siglo XIII. La capilla y una posada cercana se encuentran en la ruta de peregrinaje del Camino de Santiago, que continúa desde el Oberland de Zúrich por el paso de Etzel hasta Einsiedeln y desde allí hasta la ciudad de Santiago de Compostela, en el norte de España.

## Edificios con su nombre
- Capilla de san Meinrad, en Bollingen, cantón de San Galo, Suiza.
- Capilla de san Meinrad, en Etzelpass, cantón de Schwyz, Suiza.
- Iglesia de san Meinrad, en Pfäffikon, cantón de Schwyz, Suiza.
- Iglesia de san Meinrad, en Radolfzell, Baden-Württemberg, Alemania.
- Meinradsbrunnen, en Pfäffikon, cantón de Schwyz, Suiza.
- Archiabadía de san Meinrad, en Saint Meinrad, Condado de Spencer, Indiana, Estados Unidos.

## El Meinradweg

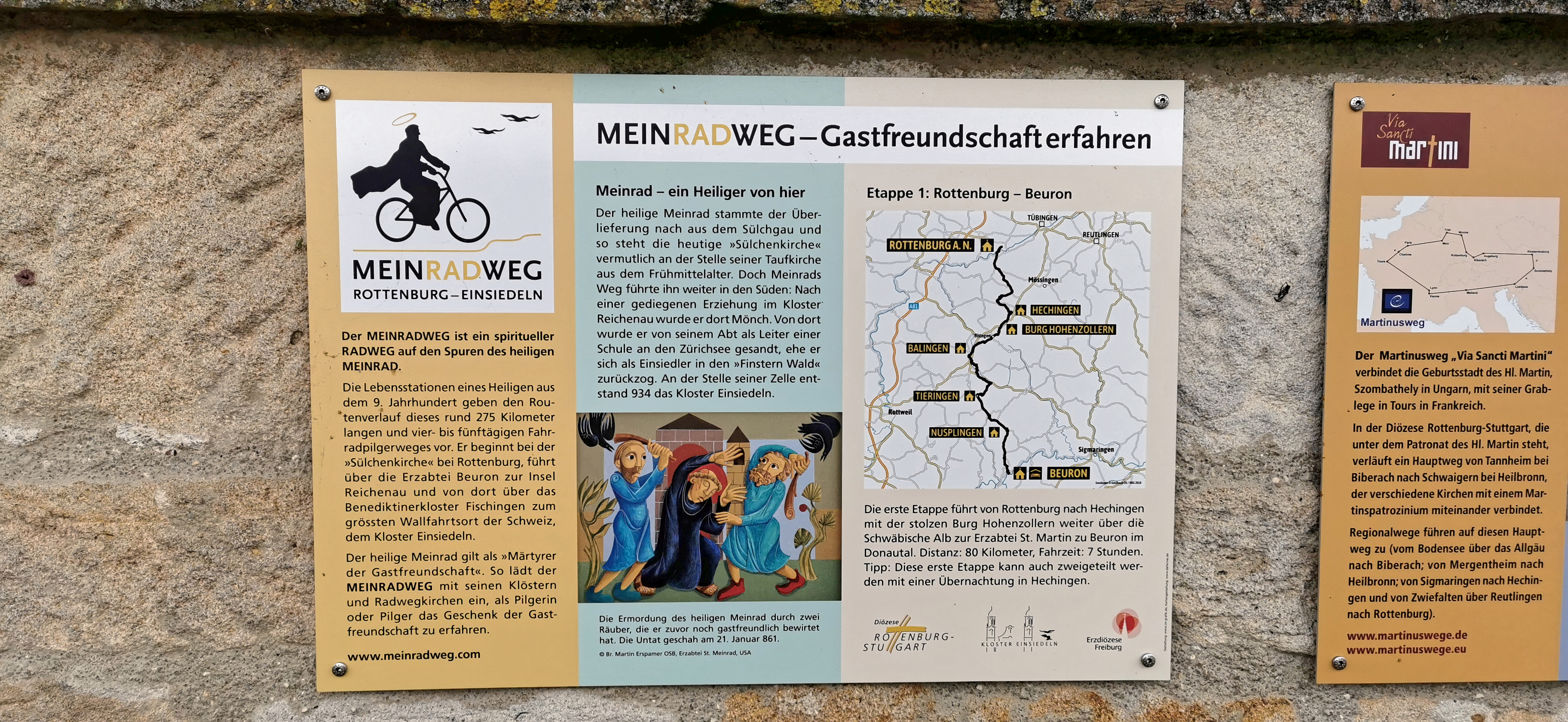
Información en la iglesia de Sülchen

El Meinradweg es un carril bici que lleva el nombre de san Meinrad y conecta, con una distancia total de 275 km, el lugar de nacimiento, Sülchen, un desierto en el noreste de la ciudad de Rottenburg am Neckar, con el Monasterio de Einsiedeln, lugar de peregrinación más grande de Suiza. Hay unos 3300 metros de desnivel en toda la ruta, hay subidas extremas en la última etapa entre Fischingen y Einsiedeln. La ruta completa se puede cubrir en cuatro a cinco etapas diarias a una velocidad moderada. Va desde la iglesia de Sülchen sobre la archiabadía de Beuron, etapa 1 con 80 km sobre la isla Reichenau, etapa 2 con también 80 km hasta el Monasterio de Fischingen, con 60 km como etapa 3. La cuarta etapa entre Fischingen y Einsiedeln con otros 60 km es la etapa más exigente del recorrido debido a las alturas de paso Hulftegg (934 m) y Etzelpass (950 m).

## Enlaces externos
- Wikimedia Commons alberga una categoría multimedia sobre Meinrad de Einsiedeln.
- : Herbermann, Charles, ed. (1913). . Nueva York: Robert Appleton Compañía.   |vacío= () El contenido de este artículo incorpora texto de la Enciclopedia Católica (1913), que se encuentra en el dominio público.
- St. Meinrad (lengua alemana)
- Attwater, Donald y Catherine Rachel John. El Diccionario de Pingüino de Santos. 3.ª edición. Nueva York: Libros de Pingüino, 1993.  ISBN 0-14-051312-4.
- El Ecole Glosario

- Datos: Q179195
- Multimedia: Saint Meinrad / Q179195